# پیه‌شتانی ۴۵۷۳
سیارک ۴۵۷۳ (به انگلیسی: 4573 Piestany، نامگذاری:1986TP6) چهار هزار و پانصد و هفتاد و سومین سیارک کشف شده‌است که در ۵ اکتبر ۱۹۸۶ کشف شد.
قدر مطلق سیارک برابر ۱۱٫۷۰ است.